# Iezeru, Călărași
Iezeru (în trecut, Beilic) este un sat în comuna Jegălia din județul Călărași, Muntenia, România.